# Miguel Bastos Araújo
Miguel Bastos Araújo (Bruselas, 24 de abril de 1969) es un biogeógrafo, investigador y profesor universitario portugués nacido en Bélgica, que trabaja en el Consejo Superior de Investigaciones Científicas de España.
Es un reconocido experto mundial en el estudio de los efectos del cambio climático sobre la biodiversidad y, también, uno de los científicos más citados del mundo, según la lista Highly Cited Researchers (HCR) 2019, elaborada por la plataforma Webofscience Group, de Clarivate Analytics.

## Biografía
Bisnieto del reconocido periodista y escritor portugués, Norberto de Araújo e hijo de profesores universitarios —su padre, Jorge Quina Ribeiro de Araújo, biólogo, y su madre, Maria Helena do Carmo Guilherme Bastos, ingeniera química—, nació en Bruselas en abril de 1969, donde su padre se exilió por razones políticas. En 1975 se trasladó a Portugal con su madre y, poco después, se reunió con sus abuelos maternos, que acababan de volver de Mozambique. Su abuelo materno, Edmundo Bastos, le influye en su gusto por la naturaleza a través de las narraciones que le contaba de la selva africana. Su formación naturalista, sin embargo, comenzó con su padre a través de las numerosas salidas que hicieron a las Ardenas, cerca de Treignes, Bélgica, donde poseían una cabaña alquilada y recogían insectos para su posterior observación en el terrario de su casa.
Creció entre Lisboa y Évora, habiendo asistido a la escuela primaria Benfica, la escuela preparatoria Pedro de Santarém, y las escuelas secundarias Dom Pedro V, Severim Haría, André de Gouveia y Gabriel Pereira. Después de haberse graduado en Biología o Geografía, finalmente se licenció en Geografía y Planificación Regional en la Facultad de Ciencias Sociales y Humanas de la Universidad Nueva de Lisboa en 1994. En este tiempo realizó el programa Erasmus en la Universidad de Aberdeen, en Escocia  (Reino Unido). Obtuvo un máster en Conservación en 1995 en el University College London, seguida de prácticas en el Museo de Historia Natural de la capital británica con el profesor Dick Vane-Wright. En el año 2000 completó su doctorado en Geografía en el University College London bajo la tutela de los investigadores del Museo de Historia Natural, Paul H. Williams, Dick Vane-Wright y Chris Humphries. Su tesis se centró en el desarrollo de metodologías para la identificación de áreas importantes para la conservación de la biodiversidad y, en el contexto de esta investigación, fue el primer investigador que mapear la biodiversidad continental portuguesa y española proporcionando una valoración de la efectividad de las áreas protegidas de ambas áreas territoriales.
Entre 2001 y 2003 trabajó en el Centro Nacional para la Investigación Científica francés (CNRS), en la Universidad de Oxford (2004-2005), en 2006 en la Universidad de Copenhague y, desde 2007, es investigador en el Consejo Superior de Investigaciones Científicas (CSIC) en el Museo Nacional de Ciencias Naturales de España. También es profesor visitante en la Universidad de Copenhague y en la Universidad de Évora, y asumió entre 2013 y 2014 la cátedra de Biogeografía en el Imperial College London.
Contribuyó al cuarto Informe de evaluación del IPCC 2007 y fue autor del Informe sobre áreas protegidas y cambio climático para el Consejo de Europa. Desde 2009 dirige en Évora la cátedra Rui Nabeiro (primera cátedra de investigación con financiación privada en Portugal) dedicada a la biodiversidad y el cambio climático. En 2011 se responsabilizó del comisariado científico de la exposición permanente sobre biodiversidad, evolución y conservación inaugurada en 2012 en el Museo Nacional de Ciencias Naturales de España. En 2019, aceptó la invitación del Ayuntamiento de Lisboa para gestionar la comisaría de la Semana Verde Europea, como parte de las celebraciones de la capital europea de Lisboa (2020). En 2018 creó una unidad hotelera para la promoción de residencias científicas y artísticas en un edificio histórico que se recupera a pocos metros del templo romano de Évora.
Subdirector del Museo Nacional de Ciencias Naturales de España desde 2019, es responsable de la formación científica y profesional, y miembro del Consejo Nacional de Medio Ambiente y Desarrollo Sostenible, un órgano asesor del Gobierno de Portugal.[
Entre los premios que ha recibido se encuentra el Premio Ernst Haeckel en 2019, el Premio Pessoa 2018, el Rey Jaime I de España en 2016, el Royal Society Wolfson Research Merit Award en 2014, el Premio MacArthur & Wilson y el Ebbe Nielsen en 2013, entre otros.